# Başörendoğancılar, Ereğli
Başörendoğancılar là một xã thuộc huyện Ereğli, tỉnh Zonguldak, Thổ Nhĩ Kỳ. Dân số thời điểm năm 2011 là 533 người.